# Conferticium
Conferticium ist eine Pilzgattung aus der Familie der Schichtpilzverwandten (Stereaceae). Bei der Gattung handelt es sich um eine Satellitengattung aus dem Gloeocystidiellum-Komplex. Gemeinsame Merkmale sind die amyloiden Sporen und das Vorkommen von meist sulfoaldehydpositiven Gloeozystiden. Die Arten der Gattung Conferticium unterscheiden sich aber durch ihre harten, festfleischigen Fruchtkörper und ihre einfach septierten und mäßig dickwandigen Hyphen. Außerdem können junge Basidien durch eine innere Basidien-Repetition (Repetobasidien) entstehen. Die dicklichen, mehr oder weniger wachsartigen, resupinaten Fruchtkörper wachsen auf Totholz, das sie über eine Weißfäule zersetzen. Die Typusart der Gattung ist Conferticium insidiosum (Bourdot & Galzin) Hallenb. Sequenzanalysen der rDNA-Gene zeigen, dass die Gattung in zwei Abstammungsgemeinschaften zerfällt, die nicht näher miteinander verwandt sind.

## Merkmale
Die corticioiden Fruchtkörper sind ein- oder mehrjährig und fest am Substrat angewachsen. Sie werden bis zu 6 mm dick und einige Zentimeter lang und breit. Der Rand dünnt aus und ist undeutlich abgegrenzt. Das Hymenium ist flach oder warzig bis höckerig und weißlich bis ockergelb oder bräunlich gefärbt. Das „Fleisch“ (Kontext) ist bei Feuchtigkeit wachsartig, wird aber bei Trockenheit hart-krustig und oft rissig. Das dünne Subiculum ist blass bis weißlich und ziemlich hart und besteht aus dicht verwobenen Hyphen.
Das Hyphensystem ist monomitisch. Die Hyphentextur ist dicht und besteht aus hyalinen, recht dünn- bis mäßig dickwandigen, undeutlich abgegrenzten Hyphen, die teilweise miteinander verklebt sind. Dabei sind die Hyphen senkrecht orientiert und zu einem pseudoparenchymartigen „Gewebe“ vereint. Die Hyphenwände sind cyanophil oder acyanophil und inamyloid, Schnallen fehlen. Das Hymenium enthält keulige, 20–30 µm lange Basidien, die vier gekrümmte Sterigmen aber keine basalen Schnallen tragen. Sie stehen in einer dichten Palisade, neue Basidien entstehen gelegentlich durch eine innere Basidien-Repetition. Außerdem findet man im Hymenium zylindrisch gewundene bis leicht keulenförmige, 30–90 (120) µm lange Gloeozystiden, die an der Spitze oft moniliform (perlschnurartig) eingeschnürt sind. Sie sind glatt, dünnwandig und reagieren meist mit Sulfoaldehyden. Das Sporenpulver ist weißlich. Die runden bis elliptischen, dünnwandigen, amyloiden, 3–8 µm langen und 2–4,5 µm breiten Sporen sind glatt oder feinwarzig. C. insidiosum und C. ochraceum haben glatte Sporen, bei C. ravum und C. heimii sind sie feinwarzig.

## Ökologie und Verbreitung
Die Vertreter der Gattung Conferticium leben saprobiotisch auf Totholz und erzeugen dort eine Weißfäule. Die meisten Arten wachsen auf Laubholz, nur Conferticium ochraceum wächst auch auf Nadelholz. Vier der bekannten Arten sind in Europa, Nordamerika und Asien verbreitet, nur C. heimii (syn.: Gloeocystidiellum heimii) ist eine tropische bis subtropische Art, die in Afrika in Gabun und der Zentralafrikanischen Republik vorkommt. Conferticium ochraceum und Conferticium ravum haben einen überwiegend nördlichen Verbreitungsschwerpunkt.

## Systematik

Minimum-Evolution-Stammbaum von Conferticium und seinen Verwandten. Bootstrap-Werte werden neben den Ästen angegeben, die Genbank-Nummer hinter dem Artnamen. Alle weiteren Angaben zur Berechnung des Baumes findet man unter der Bildbeschreibung. Alle Sequenzen stammen von der NCBI-Website

Maximum-Likelihood-Stammbaum von Conferticium und seinen Verwandten.

Conferticium ist eine Satellitengattung von Gloeocystidiellum s. l. Neben der Typusart C. insidiosum stellte Hallenberg mit C. karstenii und C. ochraceum zwei weitere Arten in die Gattung. Die Hauptmerkmale, die in der Originalbeschreibung der Gattung genannt werden, sind:
Fester, dichter Kontext, senkrecht orientierte, cyanophile, einfach septierte und ziemlich dickwandige Hyphen und innere Basidien-Repetition (Repetobasidien). Von einer inneren Basidien-Repetition spricht man, wenn eine junge Basidie innerhalb der Zellwandhülle einer älteren wächst. Die Reste der alten Hülle bleiben dabei zumindest an der Basis erhalten, sodass die junge Basidie von einer mehrschichtigen Hülle umgeben ist.
E. und K.-H. Larsson untersuchten die rDNA (5.8S, ITS2 und LSU-rDNA) von über 100 überwiegend corticioider Vertreter der russuloiden Abstammungsgemeinschaft. Darunter auch drei Vertreter der Gattung Conferticium. Sie stellten fest, dass Conferticium ochraceum eine eigene Abstammungslinie zwischen Megalocystidium chelidonium und der Aleurodiscus cerussatus-Gruppe bildet, während der Ast aus Conferticium heimii und Conferticium ravum eine (wenn auch nur schwach unterstützte) Abstammungsgemeinschaft mit Gloeocystidiopsis bildet. Gemeinsame Merkmale dieser Abstammungsgemeinschaft sind lange, schlauchförmige und sulfoaldehydpositive Gloeozystiden und einfach-septierte, schnallenlose Hyphen. Die Sporen sind ellipsoid, feinwarzig und stark amyloid. Laut Boidin und seinen Mitautoren (1997) sind sie alle homothallisch, mit zweikernigen (binucleaten) Sporen und mit vielkernigem primären und sekundärem Mycelium (holocoenocytisch).
Die Gattung Gloeocystidiopsis war von W. Jülich eingeführt worden, um Gloeocystidiellum-ähnliche Arten, mit einfach septierten Hyphen und einem coenocytischen Kernverhalten aufzunehmen (Jülich 1982). Er stellte ursprünglich zwei Arten in die Gattung, Gloeocystidiopsis flammea und G. heimii. S.-H.Wu stellte G heimii 1996 in die Gattung Conferticium, weil er die dichte Hyphentextur typisch für die Conferticium hielt, während die Typusart der Gattung Gloeocystidiopsis eine eher lose Hyphentextur hat. Die beiden Abstammungslinien innerhalb der Gattung Conferticium unterscheiden sich durch ihr Sporenornament. C. insidiosum und C. ochraceum haben glatte Sporen, während sie bei C. ravum und C. heimii feinwarzig sind.
Etymologie
Der Gattungsname Conferticium leitet sich vom lateinischen Adjektiv confertus (=dicht gedrängt stehend) und der Endung -icium (in Anspielung auf den Gattungsnamen (Cort-)icium) ab.

## Arten
Je nach Auffassung enthält die Gattung drei bis fünf Arten. Heute (Stand 2014) wird überwiegend akzeptiert, dass Corticium ravum und Conferticium karstenii Synonyme sind. Hjortstam und Ryvarden (1988) halten auch C. insidiosum und C. ochraceum für synonym.
| Die Arten der Gattung Conferticium |                                  | |
| \| Wissenschaftlicher Artname \| Autor \| Beschreibung \| \| -------------------------- \| -------------------------------- \| ------------------------------------------------------------------------------------------------------------------------------------------------------------------------------------------------------------------------------------------------------------------------- \| \| Conferticium insidiosum \| (Bourdot & Galzin) Hallenb. 1980 \| Die trocken hart-krustigen Fruchtkörper haben ein glattes bis höckeriges Hymenium, das manchmal einreißt. Es ist cremefarben bis hellocker gefärbt. Die elliptischen Sporen sind glatt. Der Pilz wurde in Europa und Nordafrika nachgewiesen und wächst auf Laubholz.[11] \| \| Conferticium karstenii \| (Bourdot & Galzin) Hallenb. 1980 \| Das Taxon gilt als synonym zu Conferticium ravum \| \| Conferticium ochraceum \| (Fr.) Hallenb. 1980 \| Die resupinaten Fruchtkörper sind wachsartig und zeigen mehrere Wachstumsschichten (perennial). Das Hymenial ist glatt, jung hellgelb, alt ockerbräunlich und oft stark eingerissen. Die elliptischen Sporen sind glatt. Der Pilz wächst auf Nadelholz.[12] \| \| Conferticium ravum \| (Burt) Ginns & G.W. Freeman 1994 \| Die resupinaten Fruchtkörper hautartig dünn. Das Hymenium ist bräunlich orange bis gräulich-orange gefärbt und oft eingerissen. Die Sporen sind rau oder leicht warzig ornamentiert. Der Pilz wurde in Europa und Asien nachgewiesen.[13] \| \| Conferticium heimii \| (Boidin) Sheng H. Wu 1996 \| Die resupinaten, häutigen Fruchtkörper haben ein gräulich-orange bis leuchtend oranges, glattes und nicht rissiges Hymenium. Der Pilz kommt in Zentralafrika vor.[14] \| |                                  | |
| Wissenschaftlicher Artname | Autor                            | Beschreibung |
| Conferticium insidiosum | (Bourdot & Galzin) Hallenb. 1980 | Die trocken hart-krustigen Fruchtkörper haben ein glattes bis höckeriges Hymenium, das manchmal einreißt. Es ist cremefarben bis hellocker gefärbt. Die elliptischen Sporen sind glatt. Der Pilz wurde in Europa und Nordafrika nachgewiesen und wächst auf Laubholz. |
| Conferticium karstenii | (Bourdot & Galzin) Hallenb. 1980 | Das Taxon gilt als synonym zu Conferticium ravum |
| Conferticium ochraceum | (Fr.) Hallenb. 1980              | Die resupinaten Fruchtkörper sind wachsartig und zeigen mehrere Wachstumsschichten (perennial). Das Hymenial ist glatt, jung hellgelb, alt ockerbräunlich und oft stark eingerissen. Die elliptischen Sporen sind glatt. Der Pilz wächst auf Nadelholz.               |
| Conferticium ravum | (Burt) Ginns & G.W. Freeman 1994 | Die resupinaten Fruchtkörper hautartig dünn. Das Hymenium ist bräunlich orange bis gräulich-orange gefärbt und oft eingerissen. Die Sporen sind rau oder leicht warzig ornamentiert. Der Pilz wurde in Europa und Asien nachgewiesen.                                 |
| Conferticium heimii | (Boidin) Sheng H. Wu 1996        | Die resupinaten, häutigen Fruchtkörper haben ein gräulich-orange bis leuchtend oranges, glattes und nicht rissiges Hymenium. Der Pilz kommt in Zentralafrika vor. |